# Wird schon schiefgehen!
Wird schon schiefgehen! (Originaltitel: What Could Possibly Go Wrong?) ist eine US-amerikanische Dokumentarserie des Fernsehsenders Science Channel, die sich mit Clips aus dem Internet befasst und diese genauer unter die Lupe nimmt. Dabei konzentriert sie sich auf Pleiten und Pannen, da man aus diesen sehr viel lernen und die gezeigten Vorgehensweisen verbessern kann. Kevin Moore und Grant Reynolds stellen die Versuche nach, erklären die Theorie dahinter und analysieren, was in den Videos aus dem Internet schiefgelaufen ist. In Deutschland ist die Sendung seit Juni 2015 auf DMAX zu sehen.

## Besetzung

### Kevin Moore
Kevin Moore ist ein Metallurge und Mineraloge mit einem Doctor of Philosophy der Johns Hopkins University. Er war zehn Jahre lang wissenschaftlicher Mitarbeiter am Lawrence Livermore National Laboratory und sieben Jahre lang Berater mit Schwerpunkt auf Metallurgie und Schweißen. Kevin schweißt seit er 15 war und ist ein zugelassener Schweißarbeitenprüfer für die American Welding Society. Kevin baut und fährt seit 25 Jahren gerne Motorräder und hat außerdem in vielen Jobs gearbeitet (unter anderem Eiscremehersteller, Friedhofsgärtner und Torhüter). In Philadelphia, wo er geboren wurde, war er außerdem Lehrer, Barkeeper, Assistent für ein Online-Magazin, Paketsortierer, Radio-DJ, Staplerfahrer, Schweißer, Pizzafahrer, Parkwächter und Aktmodell.

### Grant Reynolds
Grant Reynolds bringt eine Menge Erfahrung mit, da er sich bei den US Marine Corps als Scharfschütze betätigte. Dort war er Waffen-/Taktiklehrer und "High Risk Dignitary Specialist". Er ist ebenfalls ein großer Motorrad- bzw. Auto-Fan. Grant war außerdem unter anderem Waldarbeiter, Taucher, Crashtest-Dummy, Geschichtenerzähler, Golflehrer und Schuster.

## Ausstrahlung
Eine erste Staffel mit zehn Episoden lief vom 7. Februar bis zum 11. April 2015 auf dem ScienceChannel. Die zweite Staffel soll dort ab dem 12. August 2015 gezeigt werden.
In Deutschland begann die Ausstrahlung am 4. Juni 2015 bei DMAX.

## Episoden
| Nr. insgesamt | Nr. Staffel | Originaltitel               | Erstausstrahlung USA | Deutsche Erstausstrahlung |
| ------------- | ----------- | --------------------------- | -------------------- | ------------------------- |
| 1             | 1           | Trash Can Rocketeers        | 7. Februar 2015      | 4. Juni 2015              |
| 2             | 2           | Concrete Canoe Challenge    | 7. März 2015         | 11. Juni 2015             |
| 3             | 3           | Homemade Hovercraft Hijinks | 28. Februar 2015     | 18. Juni 2015             |
| 4             | 4           | Lawnmower Jousting Royale   | 21. Februar 2015     | 25. Juni 2015             |
| 5             | 5           | In-Human Slingshot          | 14. Februar 2015     | 2. Juli 2015              |
| 6             | 6           | Backyard Volcano Blowup     | 14. März 2015        | 9. Juli 2015              |
| 7             | 7           | Deadly Donuts Of Fire       | 28. März 2015        | 16. Juli 2015             |
| 8             | 8           | Jumbo Paper Plane           | 21. März 2015        | 23. Juli 2015             |
| 9             | 9           | Kingpins Of Chaos           | 4. April 2015        | 30. Juli 2015             |
| 10            | 10          | Raiders Of The Lost Keg     | 11. April 2015       | 6. August 2015            |
| 11            | 11          | Monster Truck Golf Cart     | 19. August 2015      | 4. Februar 2016           |
| 12            | 12          | Quicksand Quagmire          | 2. September 2015    | 11. Februar 2016          |
| 13            | 13          | Quake, Rattle, And Roll     | 26. August 2015      | 18. Februar 2016          |
| 14            | 14          | Armored Car Combat          | 9. September 2015    | 25. Februar 2016          |
| 15            | 15          | Game Of Drones              | 12. August 2015      | 3. März 2016              |
| 16            | 16          | Motorcycle Chariots         | 16. September 2015   | 10. März 2016             |
| 17            | 17          | USS Scrapyard Submarine     | 30. September 2015   | 17. März 2016             |
| 18            | 18          | Rock ‘Em Sock ‘Em Revenge   | 23. August 2015      | 24. März 2016             |